# Acmella radicans
Acmella radicans là một loài thực vật có hoa trong họ Cúc. Loài này được (Jacq.) R.K.Jansen mô tả khoa học đầu tiên năm 1985.